# Tetrasarus nanus
Tetrasarus nanus là một loài bọ cánh cứng trong họ Cerambycidae.